# Shoko Mikami
Pour les articles homonymes, voir Mikami.
Shoko Mikami (三上 尚子, Mikami Shoko), née le 8 janvier 1981, est une joueuse internationale de football japonaise.

## Biographie
Le 12 novembre 1999, elle fait ses débuts avec l'équipe nationale japonaise lors de la Coupe d'Asie, contre la Népal. Elle compte 3 sélections et 2 buts en équipe nationale du Japon.

## Statistiques
Le tableau ci-dessous présente les statistiques de Shoko Mikami en équipe nationale
| Équipe du Japon | Équipe du Japon | Équipe du Japon |
| Année           | Matchs          | Buts            |
| --------------- | --------------- | --------------- |
| 1999            | 3               | 2               |
| Total           | 3               | 2               |